# 크리스 피트먼
크리스 피트먼(Chris Pitman, 1961년 11월 16일 ~ )은 미국의 키보디스트로, 건즈 앤 로지스의 일원으로 활동하고 있다.